# Gypjak
Gypjak (còn được gọi là Kipchak) là một ngôi làng nhỏ cách thủ đô Ashgabat của Turkmenistan khoảng 10 km.

## Tổng quan
Ngôi làng được biết đến là quê hương của tổng thống Turkmenistan đầu tiên, Saparmurat Niyazov. Niyazov, khi còn là tổng thống, đã xây dựng Nhà thờ Hồi giáo Kipchak và một lăng mộ ở đó cho gia đình ông. Niyazov đã được chôn cất tại đây vào ngày 24 tháng 12 năm 2006. Nhà thờ Hồi giáo Türkmenbaşy Ruhy, nằm đối diện với đường cao tốc từ phần còn lại của làng, là nhà thờ Hồi giáo lớn nhất ở Trung Á và có sức chứa 10.000 người.
Gypjak có một trường công lập ở trung tâm và một số cửa hàng nhỏ. Gần con đường chính có bưu điện và cửa hàng phụ tùng ô tô.